# ويل بروكس
ويل بروكس (بالإنجليزية: Will Brooks) هو فنان قتال مختلط أمريكي، ولد في 8 أكتوبر 1986 في شيكاغو في الولايات المتحدة.

## وصلات خارجية
- ويل بروكس على موقع يو إف سي (الإنجليزية)
- ويل بروكس على موقع بيلاتور (الإنجليزية)
- ويل بروكس على موقع شيردوغ (الإنجليزية)
- ويل بروكس على موقع IMDb (الإنجليزية)